# Antesforia
La Antesforia (en griego, Ἀνθεσφόρια) era un festival floral celebrado en la antigüedad, en Sicilia, y en menor grado en el Peloponeso, en honor de Proserpina (o Perséfone en la mitología griega).
La palabra deriva del griego antiguo ἅνθος, ‘flor’ y φέρὰ, ‘llevo’, aludiendo al rapto de la diosa por parte de Plutón (Hades) cuando estaba recogiendo flores en el campo. Sin embargo, Avieno no atribuye la celebración a Proserpina, sino que dice que se llamaba así por las espigas de trigo que se llevaban ese día a los templos.
La Antesforia parece ser la misma celebración que el Florisertum de los latinos.